# Georg Soenderop
Georg Anton Ehrenfried Soenderop (* 9. März 1854 in Lissa; † 4. April 1909 in Schöneberg) war ein in Berlin ansässiger deutscher Bauunternehmer, der vor allem Eisenbahnlinien erbaute. In vielen Fällen beteiligte er sich auch an der Finanzierung, Organisation und Betriebsführung der von ihm erbauten Bahnen.

## Leben
Soenderop wurde als Sohn des Buchhändlers Rudolf Soenderop (1821–1875) und der Karoline Soenderop geb. Treumann (1829–1906) in Lissa geboren. Über seine Ausbildung ist nichts bekannt. 1881 wurde er erstmals im Berliner Adressbuch genannt, 1882 erstmals auch sein Unternehmen Soenderop & Co. Seine Teilhaber sind namentlich nicht bekannt. Ihre Einlagen müssen aber nicht unerheblich gewesen sein, denn sie ermöglichten Soenderop zwischen 1881 und 1887 die Beteiligung an verschiedenen Bahnprojekten. Meist übernahm er neben der Bauausführung auch einen Teil des Stammkapitals, häufig auch für einige Jahre die Betriebsführung. In allen Fällen hat Soenderop Beteiligung und Betriebsführung nach einigen Jahren wieder verkauft, um sich neuen Projekten zuwenden zu können. 
Neben dem Eisenbahnbau versuchte sich Soenderop auf anderen Geschäftsfeldern. 1887 gründete er mit Otto Reinhold aus Hannover die Dessauer Kieselgur-Gesellschaft Reinhold Co. 1889 entstand unter seiner Beteiligung die Firma Soenderop & Kühn, Betreiber der Quelle Fürstenbrunn in Berlin (Beteiligung bis etwa 1894). Das Berliner Adressbuch 1894 nennt Soenderop außerdem (einmalig) als Weinhändler, 1895 als Eigentümer der Wasserversorgungs-GmbH Soenderop & Co. 
Soenderop war auch an einer Reihe größerer Bauprojekte in Berlin (Friedrichstraße, Dorotheenstraße, Rixdorf) beteiligt. 
Das Eisenbahngeschäft wurde ab 1893/1894 an Albert Sprickerhoff (1894 bis 1897 mit Louis Degen verbunden zur Firma Sprickerhoff, Degen & Co. mit Sitz in Hannover) übertragen.

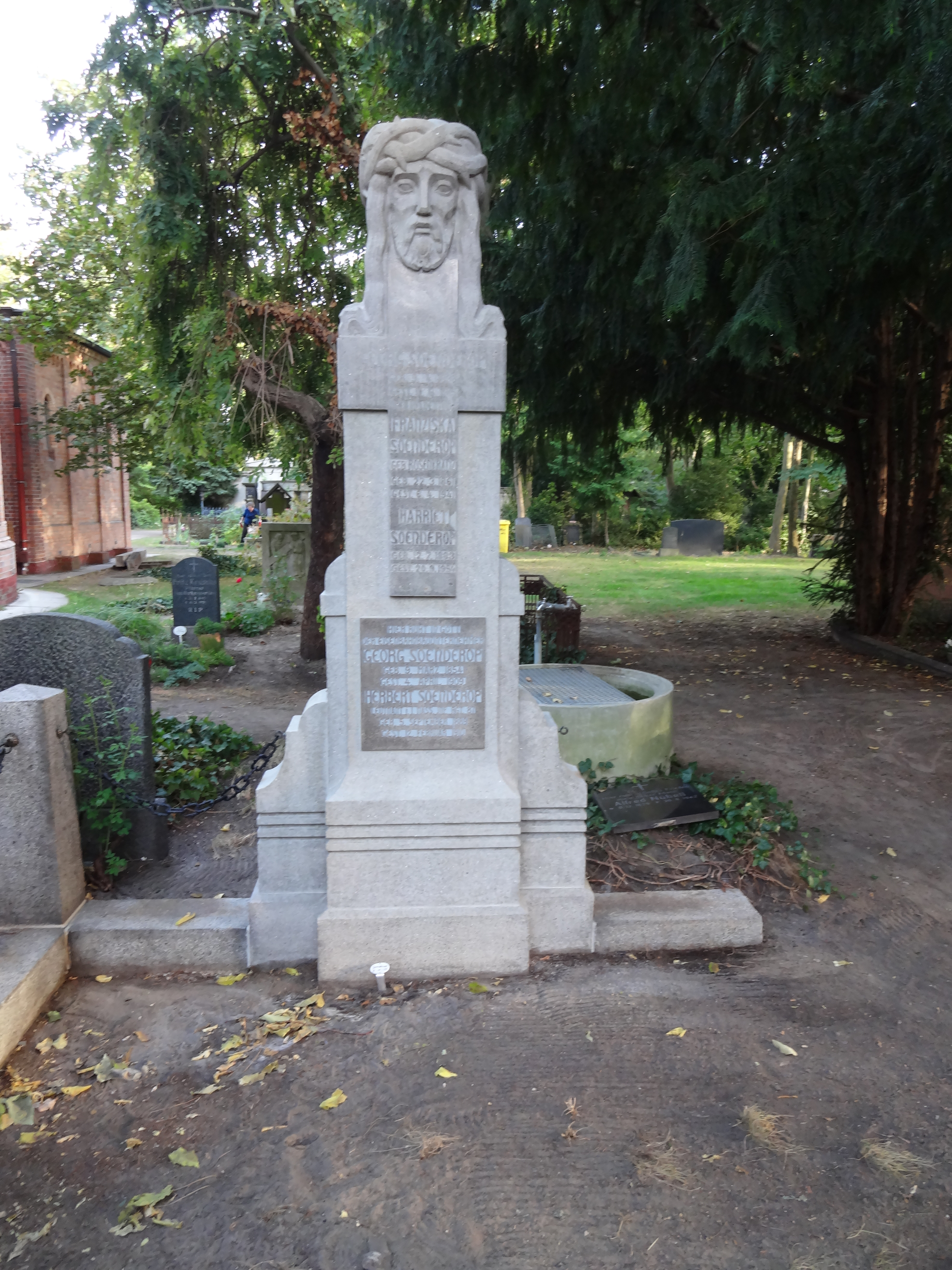
Grabstätte

Sein Grab befindet sich auf dem Alten Domfriedhof der St. Hedwigs-Gemeinde, Liesenstraße 8, in Berlin.

## Bahnprojekte
- 1881: Pferdestraßenbahn in Dortmund (von Soenderop erbaut, Unternehmen noch 1881 verkauft, Keimzelle der Dortmunder Straßenbahn, heute DSW21 (Verkehr))
- 1882: Planungen zu einer Bergbahn in Heidelberg (nicht realisiert)
- 1882–1883: Warstein-Lippstädter Eisenbahn, spätere Westfälische Landes-Eisenbahn
- 1882–1884: Niederwaldbahn bei Rüdesheim
- 1886–1889: Kreis Altenaer Schmalspur-Eisenbahn, spätere Kreis Altenaer Eisenbahn (Konzession 1886, eröffnet 1887/1888)
- 1886–1888: Kerkerbachbahn
- 1886–1887: Weimar-Rastenberger Eisenbahn
- 1886: Elektrifizierung der Posener Straßenbahn (1880 als Pferdestraßenbahn eröffnet)
- 1886–1887: Gaisbergbahn bei Salzburg
- 1887–1890: Eckernförde–Kappelner Schmalspurbahn, später übergegangen auf die Eckernförder Kreisbahnen
- 1887–1890: Neustrelitz-Wesenberg-Mirower Eisenbahn, 1894 übergegangen auf die Mecklenburgische Friedrich-Wilhelm-Eisenbahn-Gesellschaft
- 1888–1889: Achenseebahn
- 1893: Planungen für eine Eisenbahnstrecke von Bruchsal nach Menzingen und Odenheim (nicht ausgeführt, Konzession stattdessen 1894 an Lenz & Co. vergeben, heutige Kraichtalbahn und Katzbachbahn der Albtal-Verkehrs-Gesellschaft)
- 1893: Planungen für die Albtalbahn (nicht ausgeführt, Konzession stattdessen 1894 an Lenz & Co. vergeben)

Soenderop war zudem an Planung oder Bau von Eisenbahnprojekten in Dänemark, Spanien, Bulgarien und Serbien beteiligt.